# Église Saint-Maixent d'Ancy-le-Libre
L'église Saint-Maixent d'Ancy-le-Libre est une église située à Ancy-le-Libre, en France.

## Localisation
L'église est située dans le département français de l'Yonne, sur la commune d'Ancy-le-Libre.

## Histoire
L'abside, le chœur et le clocher datent du début de la construction, au XIIIe siècle. La nef actuelle remonte au XVIe siècle. Des restaurations importantes ont été effectuées au XVIIIe siècle.
L'édifice est inscrit au titre des monuments historiques en 1994.